# سانت ويليام غرانت
سانت ويليام غرانت (بالإنجليزية: St. William Grant)‏ هو نقابي جامايكي، ولد في 27 أغسطس 1894 في أبريشة سانت أندرو ‏ في جامايكا، وتوفي في 27 أغسطس 1977.